# Jaap Oversteegen
Jacob Jan (Jaap) Oversteegen (Blaricum, 2 januari 1926 – Vierhouten, 7 juli 1999) was een Nederlands literatuurwetenschapper en antillianist. Hij studeerde geschiedenis en Nederlands aan de Gemeente Universiteit Amsterdam, gelijktijdig met J.J. Voskuil en Frida Vogels. In beider werk werd hij geportretteerd; in Voskuils werk als Paul Dehoes, bij Vogels als Joost. In 2022 verscheen het eerste deel van de dagboeken van J.J. Voskuil onder titel ‘Bijna een man’ over de periode 1939-1955. Daarin komen Jaap Overstegen en Frida Vogels ook in voor onder hun echte namen als Jaap en Frida.
Na zijn afstuderen werkte hij enkele jaren als leraar in Deventer. In 1955 volgde zijn benoeming tot directeur van de Stichting voor Vertalingen, in welke hoedanigheid hij trachtte om Nederlandse auteurs bij buitenlandse uitgeverijen onder te brengen. In 1962 richtte hij – met Kees Fens en H.U. Jessurun d'Oliveira – het tijdschrift Merlyn op. Het tijdschrift introduceerde de techniek van close reading in Nederland.
Vanaf 1965 was Oversteegen verbonden aan de Universiteit van Amsterdam. In 1969 promoveerde hij op het proefschrift Vorm of vent, dat de Nederlandse literatuuropvattingen in het interbellum tot onderwerp had.
In 1973 werd Oversteegen hoogleraar literatuurwetenschap aan de Universiteit van Amsterdam. Op 28 mei 1976 volgde zijn benoeming tot hoogleraar theoretische literatuurwetenschap aan de Universiteit Utrecht. Hij ontwikkelde zich tot een kenner van de Antilliaanse literatuur. In 1994 verscheen een biografie van de Antilliaanse schrijver Cola Debrot van zijn hand. Het jaar daarop werd hem voor deze tweedelige Debrotbiografie de Cola Debrotprijs toegekend. Vlak voor zijn dood verschenen zijn memoires, onder de titel Etalage.